# Elecciones generales de Mozambique de 2009
Las elecciones generales para elegir al Presidente, la Asamblea de la República y las Asambleas Provinciales se celebraron en Mozambique el 28 de octubre de 2009. El Presidente en funciones, Armando Guebuza, se presentó a la reelección como candidato de Frente de Liberación de Mozambique (FRELIMO). Sus únicos dos oponentes fueron Afonso Dhlakama, de la Resistencia Nacional Mozambiqueña (RENAMO), y el alcalde de Beira, Daviz Simango, del Movimiento Democrático de Mozambique (MDM), que se había retirado de la RENAMO ese mismo año. La participación, si bien creció un poco con respecto a la anterior elección, se mantuvo muy baja en un 45%, y Guebuza obtuvo un aplastante 75% de los votos, que no fueron reconocidos por la oposición.

## Campaña
La campaña comenzó oficialmente el 13 de septiembre de 2009. Había diecisiete partidos políticos y dos coaliciones compitiendo en las elecciones parlamentarias. Las asambleas provinciales también estaban en juego en estos comicios. Citando problemas en los documentos presentados por el MDM cuando presentó sus listas, la Comisión Nacional de Elecciones le prohibió participar en las elecciones parlamentarias en nueve de las trece regiones del país. A Simango, quien inistió en que los papeles habían sido debidamente presentados, se le permitió postularse como candidato presidencial.
Antes de la elección, las encuestas daban una amplia victoria a Guebuza, sobre todo por el hecho de que Afonso Dhlakama, líder de la RENAMO, estaba sumido en una amarga disputa con el MDM de Simango, y tanto él como su partido habían quedado electoralmente debilitados desde las anteriores elecciones. El 14 de octubre de 2009, veinte partidos menores con candidaturas legislativas apoyaron la candidatura de Simango. El Partido Independiente de Mozambique (PIMO), otro partido menor, optó por apoyar a Guebuza.
En el último día de campaña, el 25 de octubre, cada uno de los tres principales candidatos celebró importantes manifestaciones. En el mitin de FRELIMO en Nampula, Guebuza destacó su compromiso con combatir la pobreza y trabajar por "la unidad nacional, la paz y el desarrollo". Dhlakama concluyó su campaña con una gran manifestación política en Maputo y criticó el papel predominante de FRELIMO en la sociedad: "Todo está mezclado hoy en Mozambique, el partido, la policía, las escuelas, las carreteras, los periodistas, todo tiene que ser a través del FRELIMO. Hay que detener esto". Simango, por su parte, celebró su última manifestación en Beira, declarando que era el momento de "terminar los juegos, poner fin a los abusos"; señaló los problemas del desempleo y la falta de medicinas en los hospitales cuando instó a sus partidarios a votar.

## Resultados

### Jornada electoral
Votando en la escuela secundaria Polana de Maputo el día de las elecciones, Dklahama dijo que si perdía las elecciones no volvería a postularse a la presidencia. También pidió una alta participación, al tiempo que subrayó la importancia de respetar los resultados y evitar una disputa postelectoral.
Según los resultados provisionales anunciados el 2 de noviembre, el presidente Guebuza obtuvo una victoria aplastante con cerca del 75% de los votos. La participación se estimó en un 42%. Los observadores de la SADC dijeron que el resultado de la elección era "un verdadero reflejo de la voluntad del pueblo de Mozambique". La RENAMO se mostró menos contento con la conducta electoral, exigiendo que la elección fuera anulada. Según la portavoz de la RENAMO, Ivone Soares, los partidarios de FRELIMO llenaron las urnas con votos múltiples y recibieron asistencia de la comisión electoral, que les proporcionó boletas adicionales. Un portavoz del FRELIMO, Edson Macuacua, desestimó las acusaciones, afirmando que las elecciones eran libres y justas y que las quejas de la RENAMO no eran más que "una desesperada pérdida de tiempo".

### Presidenciales
|  | 75.01 % |

|  | 16.41 % |

|  | 8.59 % |

|  | 90.01 % |

|  | 9.99 % |

|  | 100.00 % |

|  | 44.63 % |

### Parlamentarias
El 11 de noviembre, la Comisión Nacional de Elecciones anunció oficialmente que Guebuza había ganado las elecciones con el 75% de los votos; Dhlakama y Simango le siguieron con un 16.5% y un 8.6%, respectivamente. Los resultados de las elecciones parlamentarias también fueron anunciados, mostrando que el FRELIMO había ganado 191 escaños, seguido por la RENAMO con 51 escaños y ocho por el MDM. El Consejo Constitucional confirmó los resultados el 28 de diciembre. Todavía alegando fraude, Dhlakama aseguró que la RENAMO boicotearía la apertura del parlamento.
|  | 74.66 % |

|  | 17.69 % |

|  | 3.93 % |

|  | 0.69 % |

|  | 0.58 % |

|  | 0.50 % |

|  | 0.44 % |

|  | 0.43 % |

|  | 0.38 % |

|  | 0.17 % |

|  | 0.14 % |

|  | 0.14 % |

|  | 0.06 % |

|  | 0.06 % |

|  | 0.04 % |

|  | 0.03 % |

|  | 0.02 % |

|  | 0.02 % |

|  | 0.01 % |

|  | 88.75 % |

|  | 11.25 % |

|  | 100.00 % |

|  | 44.44 % |

## Consecuencias
Tras la toma de posesión de los diputados recién electos, estos eligieron a Verónica Macamo, diputada del FRELIMO, como Presidenta de la Asamblea de la República en enero de 2010. Macamo fue la única candidata para el cargo.